# Taxi a Gibraltar
Taxi a Gibraltar es una película hispano-argentina escrita y dirigida por Alejo Flah. Protagonizada por Dani Rovira, Joaquín Furriel e Ingrid García-Jonsson, la película se estrenó en España el 15 de marzo de 2019.
Fue la película con la que se inauguró el Festival de Málaga Cine en Español de 2019.

## Sinopsis
Un preso solitario sale de la cárcel con la intención de comprobar si la leyenda que le comentó su compañero de celda es real: que existe oro guardado en las galerías del Peñón de Gibraltar, y robarlo. Para su objetivo, buscará la ayuda de otras personas tan desesperadas como él.

## Reparto
- Dani Rovira como León, taxista.
- Joaquín Furriel como Diego, delincuente recién excarcelado.
- Ingrid García-Jonsson como Sandra.
- María Hervás como Rosario.
- José Manuel Poga como Manchester, preso gibraltareño y compañero de celda de Diego.
- José Troncoso como José Manuel, prometido de Sandra.
- Mona Martínez como jueza gibraltareña.

## Reconocimientos
Taxi a Gibraltar fue la encargada de abrir el Festival de Málaga Cine en Español de 2019.

## Recepción
La recepción de la película por los críticos fue mayoritariamente negativa o mediocre. El más duro fue Francisco Marinero del diario El Mundo, que la calificó como "un disparate", con una calificación de 0 sobre 5. Javier Ocaña, de El País, la definió como "de poca o nula gracia". En la prensa española, sólo Beatriz Martínez de El Periódico de Catalunya la recibió favorablemente, destacándola como un "divertido recorrido" lleno de "clichés lingüísticos".
Los usuarios de FilmAffinity le dan en promedio tres estrellas y media sobre diez.

## Canciones
- «Gibraltar» de Andrés Calamaro.[6]